# 中原音韵
《中原音韵》是元代周德清所作的一本韵书，反映了当时的实际语音。书写成于泰定甲子（1324）年，到至正元年（1341）刊行于世:583:771-772。全书由《韵谱》和《正语作词起例》两个部分组成，不分卷；《四库全书》分其为两卷，以前卷为韵书，以后者为附论:583。
《中原音韵》是近代音共时研究的主要依据，在音韵学、北音学研究中有重要地位。

## 成书背景
元代北曲和散曲迅速发展。在作曲时必须要符合格律，而当时的标准韵书是《广韵》。然而从中古汉语到近代汉语，语音发生了巨大的变化，反映自南北朝至唐初语音的《切韵》和《广韵》已经不能反映元代当时的实际的语音系统了。在作曲中是以《广韵》为标准，还是以实际语言的语音为标准，当时有着不同的意见。周德清则属于支持革新的一派。
|                                     | 余尝于天下都会之所，闻人间通济之言：“世之泥古非今、不达时变者众；呼吸之间，动引《广韵》为证，宁甘受鴂舌之诮而不悔。亦不思混一日久，四海同音，上自缙绅讲论治道，及国语翻译，国学教授言语，下至讼庭理民，莫非中原之音。……与坚守《广韵》方语之徒，转其喉舌，换其齿牙，使执而不变、迂阔庸腐之儒皆为通儒，道听涂说、轻浮市廛之子悉为才子矣。”余曰：“若非诸贤公论如此，区区独力，何以争之！” |
| ——周德清，《中原音韵·正语作词起例》 | |

周德清从实际口语和杂剧散曲作品的用韵中归纳音系，因此作《中原音韵》一书。
|                             | 欲作乐府，必正言语；欲正言语，必宗中原之音。……予甚欲为订砭之文以正其语，便其作，而使成乐府，……名之曰《中原音韵》，并《起例》以遗之，可与识者道。 |
| ——周德清，《中原音韵·自序》 | |

## 韵谱
《中原音韵》韵谱共收5866字（一说5869字）:148，分别列在十九个韵下，每个韵的韵目用两个代表字表示：一东钟、二江阳、三支思、四齐微、五鱼模、六皆来、七真文、八寒山、九桓欢、十先天、十一萧豪、十二歌戈、十三家麻、十四车遮、十五庚青、十六尤侯、十七侵寻、十八监咸、十九廉纤。
韵目分部不论声调。每个韵部下包括平、上、去韵字，平声分为阴、阳，上、去不分，入声字分别附于平、上、去声之后。
同一声调的字分为各个不同的同音字组，或称小韵。每个同音字组用一个常用字打头，不注反切，字组内的字声母、韵母完全相同。字组之间用圆圈隔开。

## 正语作词起例
《正语作词起例》是对《韵谱》从理论上和实践上的说明，共二十五条，按内容可分为两部分：第一到二十四条是“正语起例”；第二十五条（即著名的“作词十法”）及第二十四与二十五条之间的“乐府共三百三十五章”是“作词起例”。这些文字体例不一，长短不等，内容有重复，应不是同时写成的，很像是陆续积累的札记:771-772:583。

## “中原之音”
《中原音韵》的审音标准是“中原之音”。“中原之音”的基础方音在哪里，学者们的意见并不一致。
一种观点认为是大都音。大都为元朝的首都。同时，周德清也在序中称：“关、郑、白、马……韵共守自然之音，字能通天下之语，字畅语俊，韵促音调”，而这四人也都是在大都及周围区域活动。
另一种观点则认为，大都作为首都只有几十年，还没有真正成为全国的文化中心，所以《中原音韵》依据的仍然是宋代以来占据主导地位的汴洛音:149。

## 《中原音韵》音系
元代时，近代音的基础已经形成。元代以后，近代音虽有所发展，但没有发生大的变化。因此，《中原音韵》所包含的音系大体上反映了近代音的面貌:151。

### 声母
《中原音韵》中没有反切，因此无法像研究《广韵》一样使用系联。学者们通过和中古汉语、现代汉语的比较得到上述结果：如果一个同音字组里常常包含有三十六字母中某两个或两个以上字母的字，就表明这几个中古字母此时已经合并成一个声母:236。
《中原音韵》声母系统可以归纳如下表，共21母：
| 音类   | 不送气清塞音、塞擦音 | 送气清音塞音、塞擦音 | 鼻音  | 清擦音         | 浊擦音、边音   | 零声母 |
| ------ | -------------------- | -------------------- | ----- | -------------- | -------------- | ------ |
| 唇音   | 帮 *p[注 1]          | 滂 *pʰ               | 明 *m | 非 *f          | 微 *v          |        |
| 舌音   | 端 *t                | 透 *tʰ               | 泥 *n |                | 来 *l          |        |
| 齿头音 | 精 *ts               | 清 *tsʰ              |       | 心 *s          |                |        |
| 正齿音 | 照 *tʃ（支 *ʈʂ）     | 穿 *tʃʰ（哆 *ʈʂʰ）   |       | 审 *ʃ（诗 *ʂ） | 日 *ʒ（儿 *ʐ） |        |
| 牙喉音 | 见 *k                | 溪 *kʰ               | 疑 *ŋ | 晓 *x          |                | 影 *∅  |
罗常培和王力早期认为是20母；赵荫棠、忌浮认为是25母；陆志韦、王力晚期认为是24母；杨耐思、宁继福认为是21母:151-153:237。
造成意见不同的主要原因有两个。第一个是中古知、章、庄三组是合并为一套还是两套。支持两套的学者认为，在“支思”韵前的声母和在其他韵前的声母不同，应该分为两套，就多出“支、哆、诗、儿”四母；支持一套的学者则认为，虽然可能存在这样的不同，但因为分布互补，没有构成最小对立对，从音位上应该并为一套。第二个原因是疑母是已经全部并入影母还是尚有少量存在。

### 声调
《中原音韵》中明确分出了阴平、阳平、上声、去声，但是与普通话中的归字有所不同，更接近膠遼官話。
中古的入声字，《中原音韵》将之分别归在各韵母的平、上、去三声之后，而并未单独分出一类。学术界多数人认为这种情况表明中古入声在近代音中已经消失；但《正语作词起例》中又说：“入声派入平、上、去三声者，以广其押韵，为作词而设耳。然呼吸言语之间，还有入声之别。”陆志韦等人据此认为入声仍然存在:156。
《中原音韵》中全濁聲母入聲字大多歸入陽平，次濁聲母入聲字大多歸入去聲，清聲母入聲字大多歸入上聲。這種歸派很接近膠遼官話和部分東北官話。

### 韵母
在《中原音韵》的十九韵部之下，还可以分出更多的韵母。按照全书体例，不同的小韵必不同音；因此在一个韵部中，如果声母相同，韵母必不相同。据此可以归纳出《中原音韵》的韵母系统。在此基础上，杨耐思又根据蒙古语对音材料进行修订，确定为46个韵母；宁继福又使用了历史语言学中的内部拟测法，研究结果也是46个韵母:156。归纳如下表：
| 摄         | 开口 | 开口 | 开口 | 开口     | 开口 | 合口 | 合口 | 合口 | 合口 |
| 摄         | 一等 | 二等 | 二等 | 三等     | 四等 | 一等 | 二等 | 三等 | 四等 |
| ---------- | ---- | ---- | ---- | -------- | ---- | ---- | ---- | ---- | ---- |
| 深:127–128 |      |      |      | -əm、-im |      |      |      |      |      |
| 咸:127     | -am  | -am  | -jam | -jɛm     | -jɛm |      |      |      |      |
| 臻:126–127 | -ən  |      |      | -in      |      | -un  |      | -yn  |      |
| 山:125–126 | -an  | -an  | -jan | -jɛn     | -jɛn | -wɔn | -wan | -ɥɛn | -ɥɛn |
| 通:122–125 |      |      |      |          |      | -uŋ  |      | -juŋ |      |
| 曾:117–118 | -əŋ  |      |      | -iŋ      |      | -wəŋ |      | -yŋ  |      |
| 梗:118–120 |      | -əŋ  | -əŋ  | -iŋ      | -iŋ  |      | -wəŋ | -yŋ  | -yŋ  |
| 宕:113–116 | -aŋ  |      |      | -jaŋ     |      | -waŋ |      | -waŋ |      |
| 江:121–122 |      | -aŋ  | -jaŋ |          |      |      |      |      |      |

认为近代音还有入声声调的学者，也自然认为近代音还有入声韵，所拟的韵母系统也就不止这些。
曾梗合流是官话区的特征之一。:198, 201–202
宕江合流已经见于邵雍11世纪的《声音唱和图》。:127
| 《中原音韵》 韵辙 | 《中原音韵》 韵辙 | 以四呼排列的声母 | 以四呼排列的声母 | 以四呼排列的声母 | 以四呼排列的声母 | 《蒙古字韵》 韵类 | 《蒙古字韵》 韵类 |
| 《中原音韵》 韵辙 | 《中原音韵》 韵辙 | 開口             | 齊齒             | 合口             | 撮口             | 《蒙古字韵》 韵类 | 《蒙古字韵》 韵类 |
| 《中原音韵》 韵辙 | 《中原音韵》 韵辙 | -                | -j-              | -w-              | -ɥ-              | 《蒙古字韵》 韵类 | 《蒙古字韵》 韵类 |
| ----------------- | ----------------- | ---------------- | ---------------- | ---------------- | ---------------- | ----------------- | ----------------- |
| 5                 | 魚模              |                  |                  | -u               | -y               | 5                 | 魚                |
| 12                | 哥戈              | -ɔ               | -jɔ              | -wɔ              |                  | 14                | 哥                |
| 14                | 車遮              |                  | -jɛ              |                  | -ɥɛ              | 15                | 麻                |
| 13                | 家痲              | -a               | -ja              | -wa              |                  | 15                | 麻                |
| 3                 | 支思              | -z̩, -r̩           |                  |                  |                  | 4                 | 支                |
| 4                 | 齊微              |                  | -i               | -uj              |                  | 4                 | 支                |
| 4                 | 齊微              | -əj              |                  |                  |                  | 6                 | 佳                |
| 6                 | 皆來              | -aj              | -jaj             | -waj             |                  | 6                 | 佳                |
| 16                | 尤侯              | -əw              | -iw              |                  |                  | 11                | 尤                |
| 11                | 蕭豪              |                  | -jɛw             | -wɔw             |                  | 10                | 蕭                |
| 11                | 蕭豪              | -aw              | -jaw             | -waw             |                  | 10                | 蕭                |
| 17                | 侵尋              | -əm              | -im              |                  |                  | 13                | 侵                |
| 19                | 廉纖              |                  | -jɛm             |                  |                  | 12                | 覃                |
| 18                | 監咸              | -am              | -jam             |                  |                  | 12                | 覃                |
| 7                 | 真文              | -ən              | -in              | -un              | -yn              | 7                 | 真                |
| 10                | 先天              |                  | -jɛn             |                  | -ɥɛn             | 9                 | 先                |
| 9                 | 桓歡              |                  |                  | -wɔn             |                  | 8                 | 寒                |
| 8                 | 寒山              | -an              | -jan             | -wan             |                  | 8                 | 寒                |
| 1                 | 東鐘              |                  |                  | -uŋ              | -juŋ             | 1                 | 東                |
| 15                | 庚青              | -əŋ              | -iŋ              | -wəŋ             | -yŋ              | 2                 | 庚                |
| 2                 | 江陽              | -aŋ              | -jaŋ             | -waŋ             |                  | 3                 | 陽                |

唇音声母后的中古-m韵尾在早期官话之前就已经语音异化为-n。:127–128

## 影响
《中原音韵》上记录了当时北方广大地区通行的、应用于广泛的交际场合的元代共同语语音，基本上如实地反映了当时的汉语语音系统，成为汉语音韵学史上的经典著作之一，今天此书成为近代汉语语音共时研究的主要依据:149。
但由于《中原音韵》改革了历来韵书的体制，不受《广韵》一系韵书的束缚，因此在传统“小学”里边几乎没有它的地位，被排斥于正统韵书之外:149。四库全书没有将它像其他韵书一样收入经部小学类，而收入了集部词曲类。
《中原音韵》对于当时的北曲创作起过很好的指导作用，之后曲韵著作大多以它为样板，在他的基础上诠释或者沿袭它的体例以改编。直到南曲兴盛时，这本著作仍然影响巨大。明代戏曲家寵綏在《度曲须知》卷首“词学先贤姓氏”一节将周德清名列第一，在关汉卿、王实甫之上。

## 參閲
- 近代汉语
- 元代音系
- 蒙古字韵
- 今音到北音的演变